# کجارنا
کُجارِنا شهری در ناحیه مید وست در ایالت استرالیای غربی در کشور استرالیا است.